# Jordi Albert I d'Erbach
Jordi Albert I d'Erbach —en alemany Georg Albrecht I von Erbach-Erbach— (Erbach, actual Alemanya, 16 de desembre de 1597 - ibídem, 25 de novembre de 1647) era fill de Jordi III d'Erbach (1548 - 1605) i de Maria de Barby-Mühlingen (1563 - 1619). Va heretar els dominis d'Erbach, de Schoenberg, de Reichenberg, i de Fürstenau. El 29 de maig de 1624 es va casar a Erbach amb Magdalena de Nassau-Dillenburg (1595 - 1633), filla de Joan VI de Nassau-Dillenburg (1535 - 1606) i de Joana de Sayn-Wittgenstein (1561 - 1622). El matrimoni va tenir sis fills:
- Jordi Albert (1626 - 1627)
- Lluïsa Albertina (1628 - 1643)
- Jordi Ernest (1629 - 1669)
- Maria Carlota (1631 - 1693)
- Anna Felipa (1632 - 1633)
- un altre fill nascut mort el 1633

En morir la seva dona Magdalena, el 1633, Jordi Albert es tornà a casar amb Anna Dorotea de Limpurg-Gaildorf el 23 de febrer de 1634, però va morir uns mesos després. El 26 de juliol de 1635 concertà un tercer matrimoni amb la comtessa Elisabet Dorotea de Hohenlohe-Waldenburg-Schillingsfürst (1617 - 1655), filla del comte Jordi Frederic II (1595 - 1635) i de la princesa Dorotea Sofia de Solms-Hohensolms (1595 - 1650). Aquest tercer matrimoni va tenir nou fills:
- Jordi Frederic (1636 - 1653)
- Un fill nascut mort el 1637
- Sofia Elisabet (1640 - 1641)
- Juliana Cristina (1641 - 1692)
- Jordi Lluís (1643 - 1693), casat amb Amàlia Caterina de Waldeck-Eisenberg (1640-1697).
- Jordi Albert (1644 - 1645)
- Maurícia Susanna nascuda i morta el 1645
- Jordi (1646 - 1678)
- Jordi Albert II (1648 - 1717), casat amb Anna Dorotea de Hohenlohe-Waldenburg (1656 - 1724)